# Old Bexley and Sidcup (circonscription britannique)
Circonscription parlementaire de la Chambre des communes
La circonscription d'Old Bexley et Sidcup est une circonscription électorale anglaise située dans le Grand Londres.
L'actuel député est Louie French du Parti conservateur, élu dans une élection partielle le 2 décembre 2021.

## Géographie
La circonscription comprend :
- La partie sud-ouest du borough londonien de Bexley
- Les quartiers de Albany Park, Foots Cray, Sidcup, Coldblow, Longlands et Welling

## Députés
Les Members of Parliament (MPs) de la circonscription sont :
| Législature                                          | Années    | Député       | Député            | Parti        |
| ---------------------------------------------------- | --------- | ------------ | ----------------- | ------------ |
| Old Bexley and Sidcup issue de Bexleyheath et Sidcup |           |              |                   |              |
| 49e                                                  | 1983–1987 |              | Edward Heath      | Conservateur |
| 50e                                                  | 1987–1992 |              | Edward Heath      | Conservateur |
| 51e                                                  | 1992–1997 |              | Edward Heath      | Conservateur |
| 52e                                                  | 1997–2001 |              | Edward Heath      | Conservateur |
| 53e                                                  | 2001–2005 | Derek Conway |                   | Conservateur |
| 54e                                                  | 2005–2008 | Derek Conway |                   | Conservateur |
| 54e                                                  | 2008-2010 | Derek Conway |                   | Indépendant  |
| 55e                                                  | 2010–2015 |              | James Brokenshire | Conservateur |
| 56e                                                  | 2015–2017 |              | James Brokenshire | Conservateur |
| 57e                                                  | 2017–2019 |              | James Brokenshire | Conservateur |
| 58e                                                  | 2019–2021 |              | James Brokenshire | Conservateur |
| 58e                                                  | 2021–     | Louie French |                   | Conservateur |

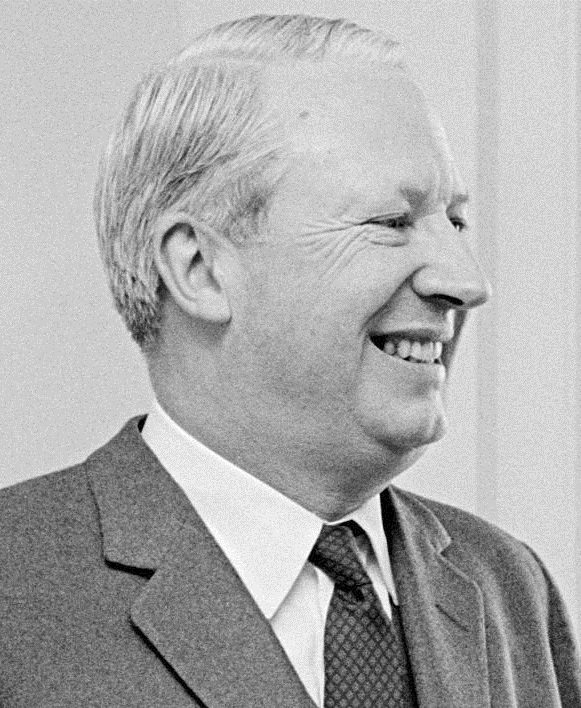
Edward Heath (1983-2001)
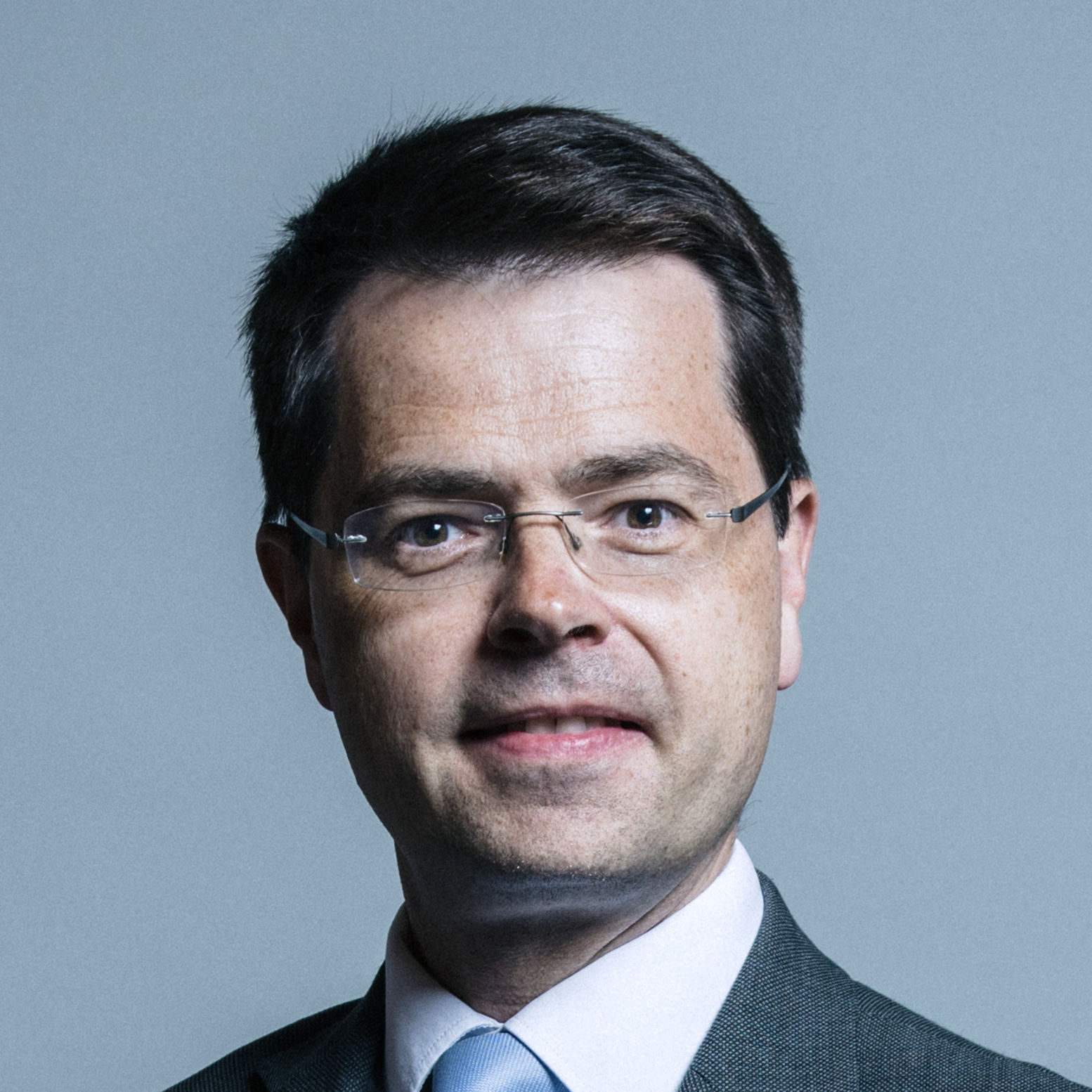
James Brokenshire (2010-2021)